# برستون ديفيس (لاعب كرة قدم أمريكية)
برستون ديفيس (بالإنجليزية: Preston Davis)‏ هو لاعب كرة قدم أمريكية أمريكي، ولد في 10 مارس 1962 في لوبوك في الولايات المتحدة.

## وصلات خارجية
- برستون ديفيس على موقع مرجع كرة القدم المحترفة.كوم (الإنجليزية)
- برستون ديفيس على موقع JustSportsStats.com (الإنجليزية)